# Aleuropleurocelus cecropiae
Aleuropleurocelus cecropiae es un hemíptero de la familia Aleyrodidae, subfamilia Aleyrodinae.
Fue descrita científicamente por primera vez por Bondar en 1923.